# 雅科夫·尤罗夫斯基
雅科夫·米哈伊洛维奇·尤罗夫斯基（羅馬化：Yakov Mikhaylovich Yurovskiy；1878年6月19日—1938年8月2日），俄罗斯老布尔什维克、革命家，生于俄罗斯帝国西伯利亚托木斯克，1905年加入俄国社会民主工党，1918年负责对沙皇尼古拉二世全家执行处决。1938年因胃及十二指腸潰瘍病逝。他的長子亞歷山大是蘇聯海軍少將，他於1952年被捕，但在一年後史達林去世後獲釋，他宣稱其父親生前對自己親手处决尼古拉二世一家之事感到懊悔。